# Troels Asmussen
Troels Asmussen, född den 5 juni 1973 i Köpenhamn, är en dansk skådespelare.

## Filmografi (urval)
- 2001 - Fogsvansen
- 2000 - Dancer in the Dark
- 1993 - Taxi till Portugal
- 1989 – Miraklet i Valby
- 1987 – Pelle Erövraren